# Oxyoppia struthio
Oxyoppia struthio är en kvalsterart som beskrevs av Sandór Mahunka 1983. Oxyoppia struthio ingår i släktet Oxyoppia och familjen Oppiidae. Inga underarter finns listade i Catalogue of Life.